# 8592 Rubetra
8592 Rubetra è un asteroide della fascia principale. Scoperto nel 1971, presenta un'orbita caratterizzata da un semiasse maggiore pari a 2,2558203 UA e da un'eccentricità di 0,1314652, inclinata di 6,18703° rispetto all'eclittica.